# Vlajka Pobřeží slonoviny

Vlajka Pobřeží slonoviny
Poměr stran: 2:3

Vlajka Pobřeží slonoviny je tvořena listem o poměru stran 2:3 se třemi svislými pruhy v barvách oranžové, bílé a zeleno-tyrkysové.
Oranžová barva symbolizuje poušť (v severní části země), ale též plodnost, bílá symbolizuje mír a zelená naději, jistotu lepší budoucnosti a též lesy v jižní části země.

## Historie
Vlajka Pobřeží slonoviny byla schválena 3. prosince 1959

## Záměny
Vlajka Pobřeží slonoviny je podobná irské vlajce – je pouze zrcadlově obrácená a má jiný poměr stran.
Tato podoba umožnila atletce Murielle Ahouréové z Pobřeží slonoviny použít při oslavách vítězství na halovém MS v roce 2018 irskou vlajku, když neměla vlajku vlastní země.
Oproti tomu, byla však vlajka Pobřeží slonoviny několikrát spálena ulsterskými loajalisty v Severním Irsku poté, co si ji spletli s vlajkou irskou.